# أبقراطية مجمدارية
أبقراطية مجمدارية (الاسم العلمي: Hippocratea majumdarii) هي نوع من النباتات يتبع جنس الأبقراطية من الفصيلة الحرابية.